# Широкорад Олександр Борисович
Широкорад Олександр Борисович — (нар. 1947, Москва) — сучасний російський військовий фахівець, публіцист. Автор кількох десятків науково-популярних книг по артилерії, військової техніки. Його книги по історії Росії критикують за надмірно публіцистичний вид, як то - неточності в наведених відомостях, використання застарілих відомостей, вигадка і вторинність.
О. Широкорад влючений у список осіб, які створюють загрозу національній безпеці України. 

## Праці
- История авиационного вооружения. Краткий очерк. — Мн.: Харвест, 1999.
- Оружие отечественного флота. 1945–2000. — М.: ACT, Мн.: Харвест, 2001.
- Северные войны России. — М.: ACT; Мн.: Харвест, 2001.
- Гений советской артиллерии: Триумф и трагедия В.Грабина. (2003)
- Падение Порт-Артура. — М.: АСТ, Ермак, 2003.
- Россия — Англия: неизвестная война, 1857–1907. — М: ACT, 2003.
- Тайны русской артиллерии. (2003)
- Русско-японские войны 1904–1945 гг. (2003)
- Энциклопедия отечественного ракетного оружия 1817–2002. — М.: ACT, Мн.: Харвест, 2003.
- Огненный меч Российского флота. (2004)
- Путь к трону: Историческое исследование. (2004)
- Флот, который уничтожил Хрущев. — М.: ACT: ВЗОИ, 2004.
- Россия и Китай. Конфликты и сотрудничество. (2004)
- Атомный таран XX века. (2005)
- Чудо-оружие Российской империи. (2005)
- Чудо-оружие СССР: Тайны советского оружия. — М.: Вече, 2005.
- Поход на Вену. — М.: Вече, 2005.
- Тайны Великой смуты. (2005)
- Куликовская битва и рождение Московской Руси. — М.: Вече, 2005.
- Тысячелетняя битва иа Царьград. — М.: Вече, 2005.
- Россия выходит в мировой океан. Страшный сон королевы Виктории. (2005)
- Битва за Черное море. — М: ACT: Транзиткнига, 2005
- Утерянные земли России. От Петра I до Гражданской войны. (2006)
- Великая речная война. 1918–1920 годы. — М.: Вече, 2006
- Торпедоносцы в бою. Их звали «смертниками». — М.: Яуза: Эксмо, 2006.
- Трагедии Севастопольской крепости. — М.: Эксмо: Яуза, 2006.
- 200 лет парусного флота России. 1696–1891 гг. — М.: Вече, 2007
- Россия и Украина. Когда заговорят пушки… (2007)
- Россия и Германия. История военного сотрудничества. — М.: Вече, 2007.
- Черноморский флот в трех войнах и трех революциях. — М.: АСТ, АСТ Москва, Хранитель, 2007.
- Русские пираты. (2007)
- Утерянные земли России. Отколовшиеся республики. — М.: Вече, 2007.
- Бояре Романовы в Великой Смуте. (2008)
- Русь и Литва. (2008)
- Прибалтийский фугас Петра Великого. (2008)
- Германия. Противостояние сквозь века. (2008)
- Франция. История вражды, соперничества и любви. (2008)
- Запорожцы — русские рыцари: История запорожского войска. (2008)
- Япония. Незавершенное соперничество. — М. : Вече, 2008
- Швеция. Гроза с Балтики. — М. : Вече, 2008.
- Англия. Ни войны, ни мира. (2009)
- Великий антракт. (2009)
- Кавказский капкан. Цхинвал — Тбилиси — Москва. — М.: Вече, 2009.
- Танковая война на Восточном фронте. — М.: Вече, 2009.
- Финляндия. Через три войны к миру. — М.: Вече, 2009.
- Турция. Пять веков противостояния. — М. : Вече, 2009.
- Артиллерия в Великой Отечественной войне. (2010)
- Грузия. Закавказский тупик? (2010)
- Италия. Враг поневоле. (2010)
- Мифы и реалии Полтавской битвы. — М.: ACT: ACT МОСКВА; Владимир: ВКТ, 2010.
- Атлантический вал Гитлера. — М. : Вече, 2010.
- Персия — Иран. Империя на Востоке. (2010)
- Адмирал Октябрьский против Муссолини. — М.: Вече, 2011.
- Польша. Непримиримое соседство. (2011)
- Русская Мата Хари. Тайны петербургского двора. (2011)
- Соединенные Штаты Америки. Противостояние и сдерживание. (2011)
- Бог войны 1812 года. Артиллерия в Отечественной войне. — М.: Вече, 2012
- Взлет и падение Османской империи. (2012)
- Как Малая Русь стала польской окраиной. (2012)
- Короткий век блистательной империи. (2012)
- Татары и русские в едином строю. — М.: Вече, 2012.
- Великая контрибуция. Что СССР получил после войны. — М.: Вече, 2013.
- Российские военные базы за рубежом. XVIII–XXI вв. — М.: Вече, 2013.
- Россия на Средиземном море. — М.: Вече, 2013.
- Россия выходит в Мировой океан. — M.: Вече, 2013.
- Русские и украинцы. Братья по вере и крови. (2013)
- Чудо-оружие Российской империи. (2013)
- «Большой блеф» Тухачевского. Как перевооружалась Красная армия. (2014)
- Британская империя. (2014)
- «Непотопляемый авианосец» Крым. 1945–2014. (2014)
- Русские и белорусы — братья в горе и радости. (2014)